# Anatoly Mikhailovich Gakh
Anatoly Mikhailovich Gakh (em russo:  Анатолий Михайлович Гах; Vila Pratos, Novo Machado, Rio Grande do Sul, 18 de setembro de 1937) é um escritor e professor universitário russo-brasileiro considerado o primeiro e mais significativo professor de língua portuguesa na Rússia.

## Biografia
Anatólio Gach, como foi registrado no Brasil, nasceu em Vila Pratos, um povoado do interior do município de Novo Machado, no noroeste do Rio Grande do Sul, próximo ao Rio Uruguai, na fronteira com a Argentina. Migrou-se para a Rússia junto de sua família aos 14 anos. Antes de mudar-se para São Petersburgo, estudou na Polônia. Anatólio chegou à União Soviética com 17 anos. Mais tarde, formou-se no Departamento de Espanhol, da Faculdade de Filologia da Universidade Estatal de São Petersburgo.
Falante nativo da versão brasileira da língua portuguesa, no ano de 1961, tornou-se um dos organizadores da cátedra de Língua Portuguesa da Faculdade de Filologia da Universidade Estatal de São Petersburgo, foi um dos precursores do estudo sistêmico da filologia portuguesa na União Soviética a partir de autores brasileiros consagrados.
Mais tarde, organizou, em parceria com colegas de departamento, a primeira antologia de autores lusófonos da União Soviética dos séculos XIX-XX, que está incluído no índice bibliográfico internacional de obras sobre a filologia românica. Foi o primeiro professor de língua galega da Universidade Estatal de São Petersburgo, tendo participado ativamente dos trabalhos do Centro de Estudos Luso-Brasileiros.
Durante muitos anos de trabalho, formou muitos especialistas na área da Língua Portuguesa. Na imprensa estrangeira, em nota sobre o seu 80º aniversário, é classificado como “o primeiro e mais significativo professor  de língua portuguesa e o autor do primeiro livro em edição bilíngue de autores brasileiros na Rússia.
Em 28 de dezembro de 2021, foi condecorado como membro honorário da Academia de Letras do Noroeste do Rio Grande do Sul.

## Obras
| Ano  | Obra | Obra | Editora                                 |
| 1964 | Antologia da Literatura Portuguesa e Brasileira = Antologia da Literatura Portuguesa e Brasileira                                                                               |      | Universidade Estatal de São Petersburgo |
| 1968 | Sob o céu do Cruzeiro do Sul: conto brasileiro dos séculos XIX-XX / Ed., Comp. e informações sobre os autores A. Gakha, E. Golubeva ; prefácio de I. Terteryan . - M .: Ficção, |      | Universidade Estatal de São Petersburgo |
| ---- | --- | ---- | --------------------------------------- |

## Prêmios e honrarias
- 2017 - Primeiro professor de português na Rússia completa 80 anos.